# Heinrich Aeschlimann
Heinrich Aeschlimann (* 14. September 1806 in Burgdorf; † 1. Februar 1866 in Burgdorf) war der dritte Hafner, Ofenbauer und Röhrenfabrikant einer bedeutenden Burgdorfer Hafnerdynastie.

## Leben
Heinrich Aeschlimann war der Sohn von Johann Heinrich Aeschlimann (1777–1828) und der Burgdorferin Maria Aeschlimann (1777–1839), Tochter des Küfers Johann Aeschlimann von der Rütschelengasse 15. Am 20. November 1829 leistete Heinrich Aeschlimann, den Burgereid auf der Pfisternzunft in Burgdorf. Aeschlimann heiratete 1832 M. Bertha Burger von Burgdorf (14. Oktober 1803 – 16. April 1853). Dem Paar wurde am 29. Januar 1842 ein Sohn mit Namen Johann Arthur (1842–1908) geboren, der ebenfalls Hafnermeister wurde.

## Werk
Von Heinrich Aeschlimann kennt man heute keinen stehenden Kachelofen mehr und auch keine einzelnen Ofenkacheln, obwohl er ebenfalls Kachelöfen fertigte. So lieferte er neben dem Hafner Samuel Gammeter für das in den Jahren 1836 bis 1843 erbaute Burgdorfer Burgerspital an der Emmentalstrasse 8 allein 16 Kachelöfen und einen Badekammerofen. Diese Öfen, deren Aussehen leider unbekannt ist, kosteten inklusive Setzerlohn zwischen 67 und 90 Franken.

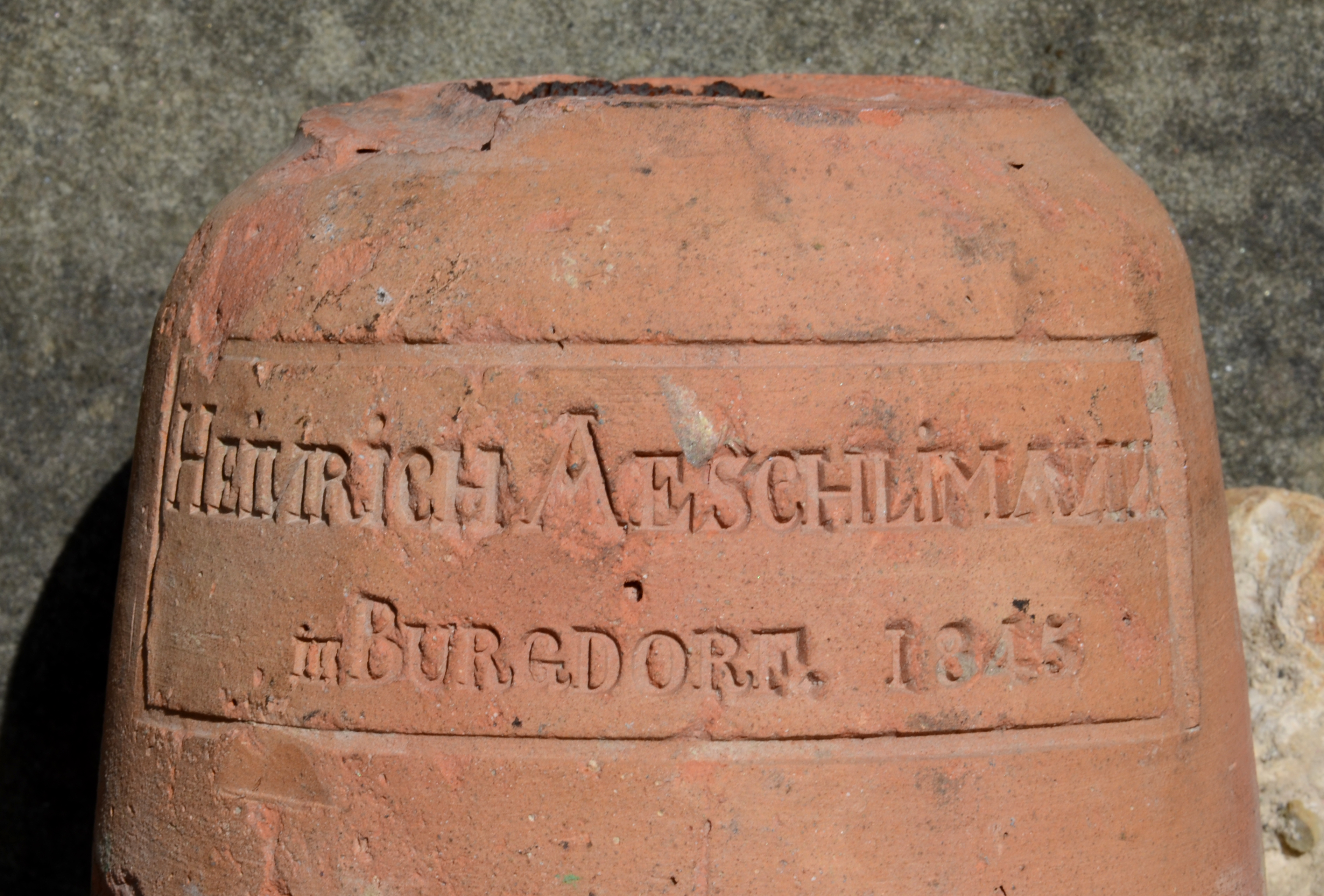
Stempel von Heinrich Aeschlimann auf der Muffe einer gepressten Röhre, 1845
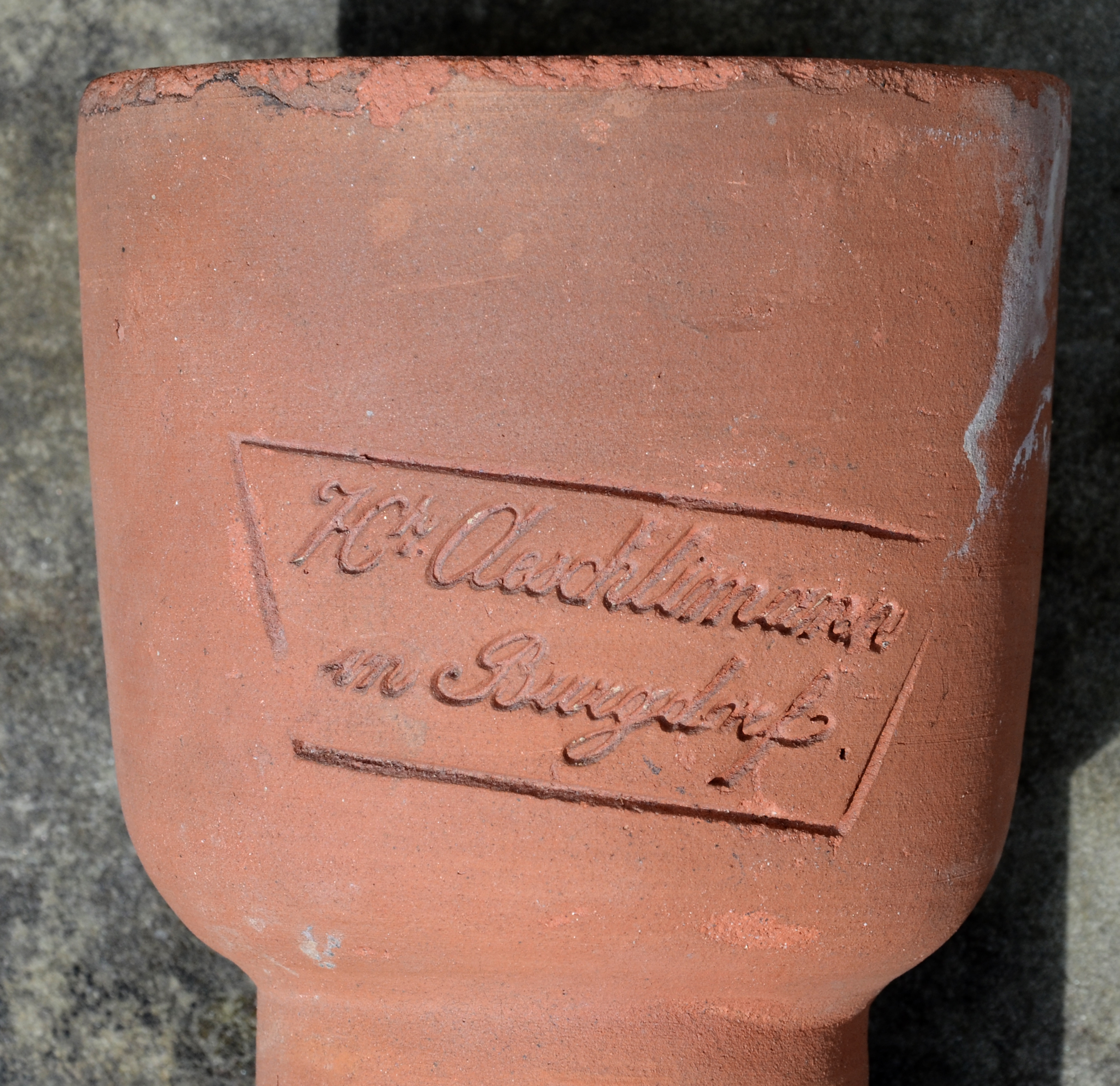
Stempel von Heinrich Aeschlimann auf der Muffe einer gepressten Röhre

Daneben setzte Heinrich Aeschlimann jedoch offenbar auch auf einen neuen, sich allmählich entwickelnden Markt für keramische Wasserleitungsrohre. In der Region Burgdorf kamen als Bodenfunde ungewöhnlich frühe Rohrfragmente zu Tage, die auf der Rohrmuffe den Stempel «HEINRICH AESCHLIMANN IN BURGDORF, 1845» tragen. Dieser Hinweis deckt sich mit einem Bericht des Burgdorfer Regierungsstatthalters Bühler aus dem Jahr 1849 über Handel, Industrie und Gewerbe im Amtsbezirk, in dem Aeschlimanns «Hafnerei und Fabrikation irdener Deuchel» erwähnt wird. Nach den Herstellungsspuren des Rohres zu urteilen, wurde es auf einer Röhren- oder Strangpresse, das heißt bereits teilmechanisiert hergestellt. Mit dem Datum 1845 ist dies momentan der älteste bekannte Beleg für diese Herstellungsart in der Schweiz. Von Heinrich Aeschlimann stammt auch ein ca. 1,10 m langes, ebenfalls auf einer Röhrenpresse hergestelltes Wasserleitungsrohr aus Keramik, bezeichnet «H Aeschlimann in Burgdorf».